# Centrem
Centrem é um partido político nacionalista catalão de centro-direita na Catalunha, anunciado em 11 de janeiro de 2022 pelo ex-secretário-geral do Partido Democrático Europeu da Catalunha (PDeCAT) Àngels Chacón, em uma tentativa de unificar os partidos no espaço político deixado pela dissolução da Convergência e União (CiU), e mais tarde, a conversão da aliança Juntos pela Catalunha em um projeto pessoal por Carles Puigdemont em julho de 2020. O partido é apoiado pelo antigo partido de Chacón, o PDeCAT, bem como pelos Convergentes (CNV), Liga Democrática (LD) e Livre (Lliures), e anunciou que disputará as eleições locais espanholas de 2023 em Catalunha. O Partido Nacionalista da Catalunha (PNC) da ex-coordenadora-geral do PDeCAT, Marta Pascal, rejeitou abertamente a adesão à plataforma Centrem.